# کوکسه
کوکسه (به آلمانی: Kuckssee) یک شهر در آلمان است که در Penzliner Land واقع شده‌است. کوکسه ۵۰۰ نفر جمعیت دارد.